# Macabeus

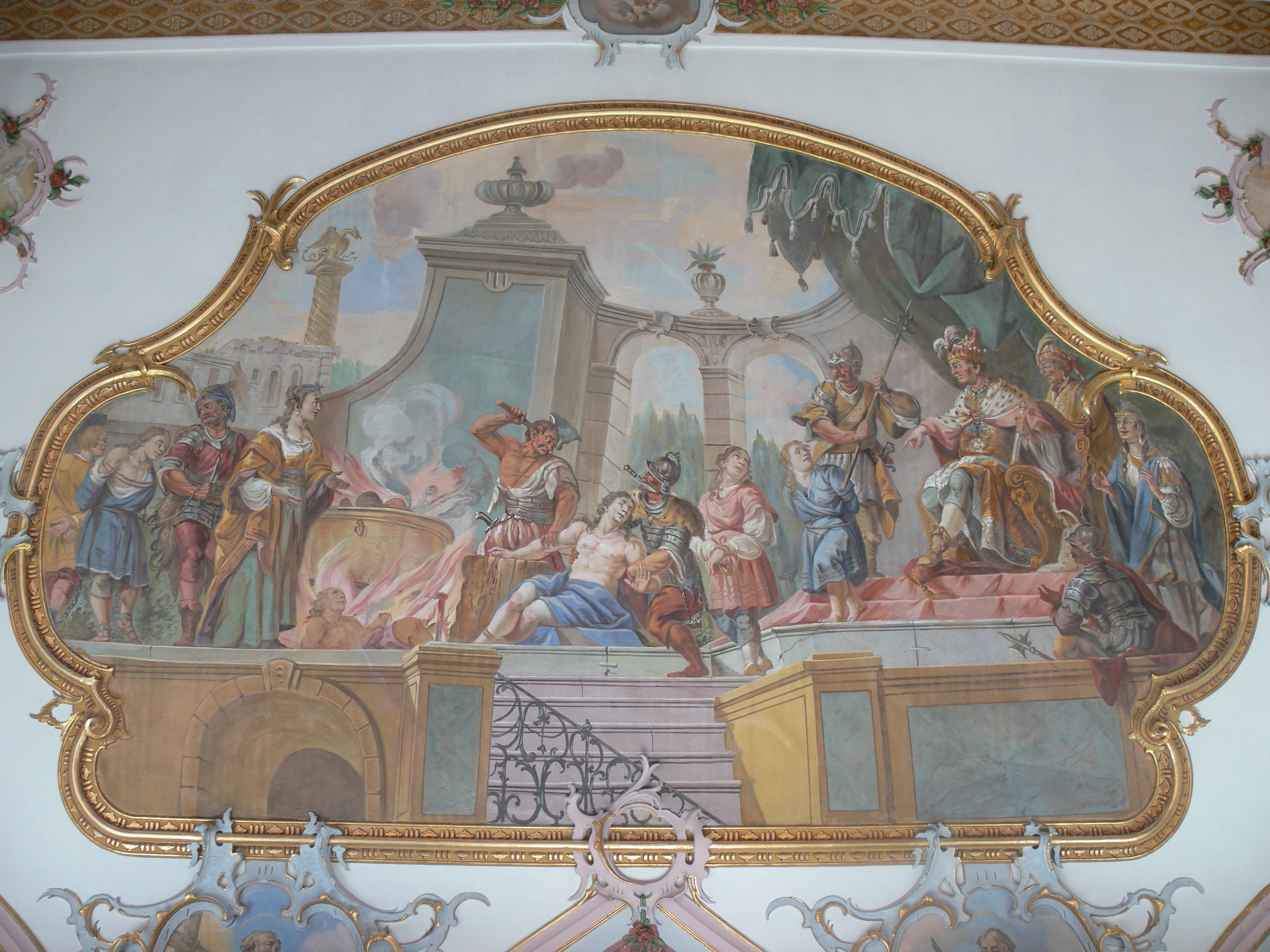
Fresc a St. Pankratius de Wiggensbach, per Franz Joseph Hermann: Martiri dels Macabeus, 1771

Macabeus (o Maccabeus, en llatí Maccabaei, en grec Μακκαβαῖοι, Makkabaioi) era el nom amb què són generalment coneguts els governants jueus dels segles II i I aC, descendents de Judes Macabeu, que va obtenir aquest renom per les seves glorioses victòries (Macabeu vol dir 'Martell' en el sentit de ‘vencedor’, de l'hebreu makkab). També s'anomenaven Asmoneus (Asmonaei o Hasmoonaei) o Asamonacs (Asamonaioi, Ἀσαμωναίοι) per Asmoneu o Casmó, el besavi de Mataties pare de Judes Macabeu. La dinastia també és coneguda per Matiades (de Maties o Mataties, Benei Mattityahu).

## Història dels Macabeus
Apareixen a la historia cap a l'any 167 aC quan Mataties va organitzar la revolta dels jueus contra els selèucides. Flavi Josep els dona un període de govern de 126 anys però, ja que l'acaba el 37 aC quan Antígon va ser executat per Marc Antoni, hauria començat el 163 aC quan Judes Macabeu va entrar a Jerusalem i va restaurar el culte al Temple. L'any 37 aC, mort Antígon, només restaven dos macabeus vius: Aristobul i la seva germana Mariamne I. Aristobul va ser executat per ordre d'Herodes el Gran el 35 aC i Mariamne va ser la dona del mateix Herodes.
La història dels macabeus l'explica Flavi Josep i la guerra d'independència al primer i Segon llibre dels Macabeus. Els orígens de la revolta es troben en el fet que una part dels jueus havien començat a adoptar els costums, llengua i religió gregues i Antíoc IV Epífanes (174 aC-164 aC) va voler accelerar el procés. El rei selèucida va vendre el càrrec de gran sacerdot a Joshua (que va modificar el seu nom al grec, anomenant-se Jasó o Jàson) i després a Onies (que va agafar el nom grec de Menelau), però va condicionar la cessió del càrrec a la introducció a Jerusalem dels ritus grecs.
Onies per pagar el càrrec, es va apoderar d'alguns objectes de culte sagrat del Temple i els va vendre a Tir. Aquest fet i altres combinats van causar la revolta de Jerusalem, però justament llavors Antíoc estava tornant de la seva campanya a Egipte i va entrar a la ciutat amb el seu exèrcit i va reprimir la rebel·lió fàcilment, l'any 170 aC. Va saquejar el temple i molts habitants de Jerusalem van morir executats. L'any 168 aC els romans el van obligar a evacuar Egipte i llavors va ser quan va decidir extirpar el judaisme. Va anar a Jerusalem i va ordenar una massacre general un dissabte (el dia del sàbat jueu) incendiant la ciutat i altres viles; al Mont Sió va construir una gran fortalesa que dominava la regió; llavors va publicar un decret de les formes de culte que s'havien d'uniformar a tots els dominis selèucides; contra els que van refusar hi va haver tota mena de crims i crueltats.
Tot això havia sembrat les llavors de la revolta. A Modin, una ciutat propera a Lidda, a la via entre Joppa i Jerusalem, hi vivia un sacerdot extremament religiós, Mataties, que tenia cinc fills joves: Joan, Simó, Judes, Eleazar i Jonatan. Quan un oficial selèucida va visitar la ciutat i va voler fer complir les ordres del rei, Mataties s'hi va negar i va matar amb les seves pròpies mans al primer renegat que va complir les ordres i que va fer un sacrifici; llavors va matar també l'oficial selèucida i va fugir a les muntanyes amb els seus cinc fills l'any 167 aC. Allí se'ls van unir molts jueus i van organitzar atacs contra les forces selèucides i contra els establiments religiosos pagans, restaurant allà on anaven les sinagogues i proclamant el restabliment del culte jueu.
Al cap d'uns mesos (encara l'any 167 aC), quan va morir Mataties, la revolta religiosa ja era una lluita per la independència nacional. El va succeir com a dirigent el seu tercer fill Judes. La progressiva pèrdua de poder dels selèucides va anar compaginada amb l'increment del rebels, fins que Alexandre Janeu va agafar el títol de rei.
Salomé Alexandra, viuda dels dos darrers governants, va dirigir un període de pau d'onze anys, i després van començar els enfrontaments entre els fill d'Alexandre, Hircà II i Aristobul II. L'any 63 aC els romans van imposar com a rei a Hircà II, que de fet va governar sota la seva protecció.
L'any 40 aC els parts van envair Síria i Antígon, fill d'Aristobul, es va proclamar rei, però va morir executat pels romans quan van expulsar els parts l'any 37 aC. Aristobul III, net d'Hircà II i d'Aristobul II va ser nomenat per Herodes gran sacerdot l'any 36 aC sota pressió, però va ser executat al cap de pocs mesos (35 aC) i així es va acabar la dinastia.

## Els Macabeus, màrtirs venerats al cristianisme

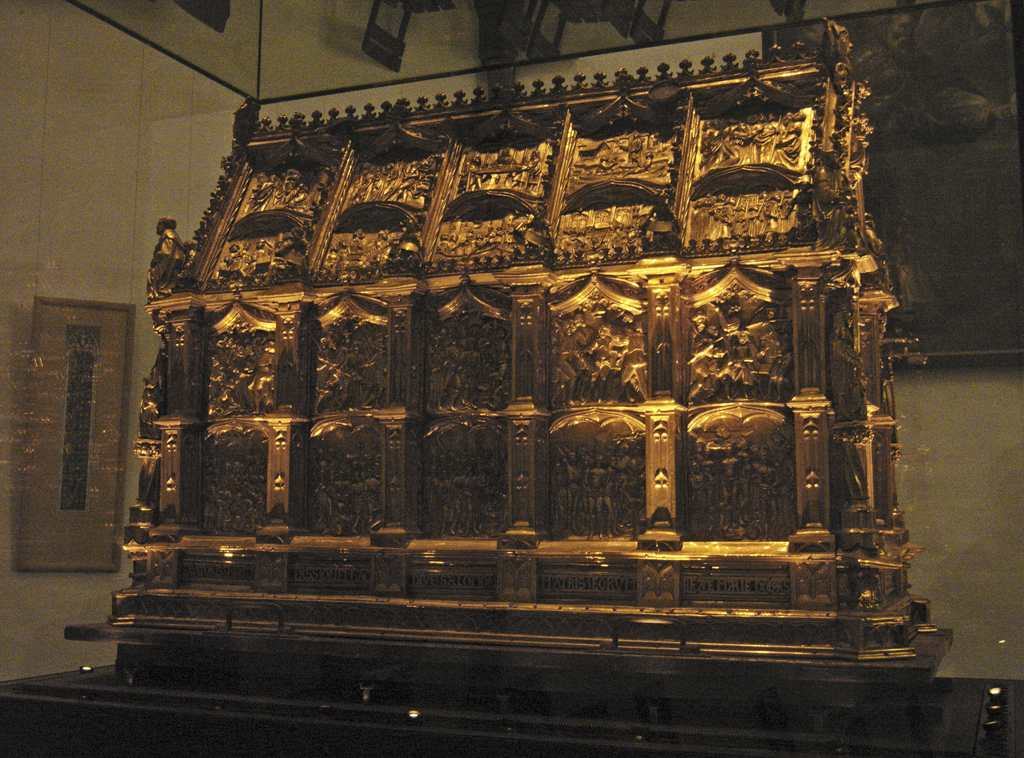
Reliquiari dels Macabeus a S. Andreas (Colònia).

Tot i que sembla que no formen part de la família dels Macabeus, es coneixen com a Sants Màrtirs Macabeus o Sants Macabeus set germans jueus i la seva mare, màrtirs per la seva fe, el martiri dels quals és descrit al llibre dels Macabeus, 2, 7. El cristianisme va veure la revolta i la seva repressió com una prefiguració de les persecucions dels cristians i dels martiris per la fe cristiana. Par això, els Macabeus són venerats per catòlics i ortodoxos. La seva festivitat litúrgica és el dia 1 d'agost.
L'església de Sankt Andreas de Colònia guarda un reliquiari d'argent, obrat entre 1520 i 1527 per Pierre Hanemann on hi ha els caps dels germans Macabeu, segons la tradició. Van ser traslladats el 1164 de Milà a Colònia.

## Llista de grans sacerdots i reis
- Judes Macabeu ben Mataties o Maties 167-160
- Jonatan Macabeu (Jonatan ben Mataties o Maties) 160-142
- Simó Macabeu (Simó ben Mataties o Maties) 142-134
- Joan Hircà I ben Simó 134-104
- Aristobul I (Judes ben Joan) 104-103
- Alexandre Janeu (Yannai ben Johanan) 103-76, primer rei
- Salomé Alexandra 76-67 (esposa d'Aristobul i d'Alexandre)
- Hircà II o Joan Hircà II (Joan ben Janeu) 67-66
- Aristobul II, (Judes ben Janeu) 66-63
- Hircà II (restaurat) 63-40 (sota protectorat romà)
- Antígon, (Maties ben Aristobul) 40-37 (sota protecció dels parts)

## Genealogia
- Mataties (mort el 167 aC).
  - Joannes (Joan).
  - Simó Macabeu, gran sacerdot 144 aC a 135 aC
    - Judes (mort el 135 aC)
    - Mataties (mort el 135 aC)
    - Joan Hircà I, gran sacerdot 135 aC a 104 aC
      - Aristobul I, gran sacerdot i rei 104 aC a 103 aC
      - Antígon (+104 aC)
      - Un fill de nom desconegut
      - Un fill de nom desconegut
      - Alexandre Janeu, gran sacerdot i rei 103 aC a 76 aC, casat amb Salomé Alexandra
        - Hircà II, gran sacerdot i rei 
          - Alexandra, casada amb Alexandre Asmoneu
            - Mariamne I, casada amb Herodes el Gran
            - Aristobul III, gran sacerdot nomenat per Herodes 36 aC (mort el 35 aC)

        - Aristobul II, gran sacerdot i rei
          - Alexandre Asmoneu casat amb Alexandra (mort el 49 aC)
          - Antígon, rei de Judea 40 aC (mort el 37 aC)

    - Una filla, casada amb Ptolemeu (governador de Jericó)

  - Judes Macabeu (mort el 160 aC).
  - Eleazar
  - Jonatan Macabeu, gran sacerdot (mort el 144 aC).

## Branca Herodiana
- Antípater (Governador) 55-43 aC
- Herodes el Gran (fill, governador de Galilea) 43-40 casat amb Mariamne I dels macabeus
- Fasael (Governador de Judea) 43-40
- Herodes el Gran 37-4 aC (proclamat rei pel senat el 40 aC
- Arquelau 4 aC-6
- Herodes Antipas (a Galilea) 4 aC-39
- Herodes Filip (a Batanea) 4 aC-34